# Higashi-Ōmi
Higashiōmi (東近江市, Higashiōmi-shi, lit. Ōmi de l'Est) és una ciutat de la prefectura de Shiga, Japó. El 2008, la ciutat tenia una població estimada de 117.557 i la densitat de 303 habitants per km². La superfície total és de 388,58 km².